# Euleia unifasciata
Euleia unifasciata är en tvåvingeart som först beskrevs av Blanc och Foote 1961.  Euleia unifasciata ingår i släktet Euleia och familjen borrflugor. Inga underarter finns listade i Catalogue of Life.